# Гран-при Аргентины
Гран-при Аргентины — один из этапов чемпионата мира по автогонкам в классе Формула-1. Проводился с перерывами с 1953 по 1998 года в Буэнос-Айресе.
Президент Аргентины Хуан Доминго Перон был одной из главных инициаторов строительства автодрома для проведения национального Гран-при после успехов Хуана Мануэля Фанхио. Построенный недалеко от Буэнос-Айреса на заболоченной территории, автодром был открыт в марте 1952 года, проведением на ней «Кубка Перона», победу в котором одержал Хуан Мануэль Фанхио. В 1953 году, автодром принял первый в истории Гран-при Формулы-1, прошедший вне Европы (если не учитывать Индианаполис-500, который формально входил в зачёт чемпионата Формулы-1, однако не являлся Гран-при, и в нём не участвовали ни гонщики из Европы, ни машины класса Формула-1). Победа Альберто Аскари на Ferrari была омрачена инцидентом на стадионе, который повлёк гибель девяти человек.
В сезоне 1954 года Фанхио сумел подняться на высшую ступень пьедестала почёта, опередив в гонке более чем на минуту своего ближайшего преследователя. В следующих трёх Гран-при Аргентины Фанхио сумел одержать победу ещё дважды. В 1958 году в Гран-при победу одержал Стирлинг Мосс, сумев обогнать завершающего свою карьеру Фанхио.
После смерти Доминго Перона и ухода Фанхио Гран-при Аргентины проводился лишь однажды в сезоне 1960 года — до появления в Формуле-1 новой аргентинской звезды Карлоса Ройтемана в 1972 году. Ройтеман начал свою карьеру в Формуле-1, завоевав поул-позицию в своём «домашнем» Гран-при Аргентины. Однако победу в Гран-при одержал на тот момент двукратный чемпион мира Джеки Стюарт. Затем Гран-при проводился непрерывно до 1981 года. Очередной перерыв в серии аргентинских Гран-при совпал с Фолклендским конфликтом и завершением карьеры Ройтемана в 1982 году.
Частная компания в 1991 году выкупила автодром и произвела его реконструкцию, и в 1995 году Формула-1 вернулась в Аргентину. Однако это возвращение было недолгим, и после проведения четырёх Гран-при Формула-1 покинула автодром в Буэнос-Айресе.

## Победители Гран-при Аргентины

### По количеству побед

#### Пилоты
Две и более побед в Гран-при Аргентины.
| Победы | Пилот               | Гран-при               |
| ------ | ------------------- | ---------------------- |
| 4      | Хуан Мануэль Фанхио | 1954, 1955, 1956, 1957 |
| 2      | Эмерсон Фиттипальди | 1973, 1975             |
| 2      | Деймон Хилл         | 1995, 1996             |

#### Команды
| Победы | Команда  | Гран-при               |
| ------ | -------- | ---------------------- |
| 4      | Williams | 1980, 1995, 1996, 1997 |
| 3      | Ferrari  | 1953, 1956, 1998       |
| 2      | Maserati | 1954, 1957             |
| 2      | Cooper   | 1958, 1960             |
| 2      | McLaren  | 1974, 1975             |
| 2      | Lotus    | 1973, 1978             |

### По годам (общий список)
| Сезон     | Пилот                            | Конструктор      | Трасса        | Отчёт         |               |
| --------- | -------------------------------- | ---------------- | ------------- | ------------- | ------------- |
| 1953      | Альберто Аскари                  | Ferrari          | Буэнос-Айрес  | Отчёт         |               |
| 1954      | Хуан Мануэль Фанхио              | Maserati         | Буэнос-Айрес  | Отчёт         |               |
| 1955      | Хуан Мануэль Фанхио              | Mercedes         | Буэнос-Айрес  | Отчёт         |               |
| 1956      | Луиджи Муссо Хуан Мануэль Фанхио | Ferrari          | Буэнос-Айрес  | Отчёт         |               |
| 1957      | Хуан Мануэль Фанхио              | Maserati         | Буэнос-Айрес  | Отчёт         |               |
| 1958      | Стирлинг Мосс                    | Cooper-Climax    | Буэнос-Айрес  | Отчёт         |               |
| 1959      | Не проводился                    | Не проводился    | Не проводился | Не проводился | Не проводился |
| 1960      | Брюс Макларен                    | Cooper-Climax    | Буэнос-Айрес  | Отчёт         |               |
| 1961—1970 | Не проводился                    | Не проводился    | Не проводился | Не проводился | Не проводился |
| 1971      | Эймон Крис                       | Matra            | Буэнос-Айрес  | Отчёт         |               |
| 1972      | Джеки Стюарт                     | Tyrell-Ford      | Буэнос-Айрес  | Отчёт         |               |
| 1973      | Эмерсон Фиттипальди              | Lotus-Ford       | Буэнос-Айрес  | Отчёт         |               |
| 1974      | Денни Халм                       | McLaren-Ford     | Буэнос-Айрес  | Отчёт         |               |
| 1975      | Эмерсон Фиттипальди              | McLaren-Ford     | Буэнос-Айрес  | Отчёт         |               |
| 1976      | Не проводился                    | Не проводился    | Не проводился | Не проводился | Не проводился |
| 1977      | Джоди Шектер                     | Wolf-Ford        | Буэнос-Айрес  | Отчёт         |               |
| 1978      | Марио Андретти                   | Lotus-Ford       | Буэнос-Айрес  | Отчёт         |               |
| 1979      | Жак Лаффит                       | Ligier-Ford      | Буэнос-Айрес  | Отчёт         |               |
| 1980      | Алан Джонс                       | Williams-Ford    | Буэнос-Айрес  | Отчёт         |               |
| 1981      | Нельсон Пике                     | Brabham-Ford     | Буэнос-Айрес  | Отчёт         |               |
| 1982—1994 | Не проводился                    | Не проводился    | Не проводился | Не проводился | Не проводился |
| 1995      | Деймон Хилл                      | Williams-Renault | Буэнос-Айрес  | Отчёт         |               |
| 1996      | Деймон Хилл                      | Williams-Renault | Буэнос-Айрес  | Отчёт         |               |
| 1997      | Жак Вильнёв                      | Williams-Renault | Буэнос-Айрес  | Отчёт         |               |
| 1998      | Михаэль Шумахер                  | Ferrari          | Буэнос-Айрес  | Отчёт         |               |